# 褐背啸鹟
褐背啸鹟（学名：Pachycephala modesta），是啸鹟科啸鹟属的一种，为巴布亚新几内亚的特有种。该物种的保护状况被评为无危。
褐背啸鹟的平均体重约为18.3克。栖息地包括亚热带或热带的高海拔草原和亚热带或热带的湿润山地林。